# ماري نوستروم (فلم)
ماري نوستروم هو فيلم قصير فرنسي سوري أنتج عام 2016، من إخراج رنا كزكاز وأنس خلف، اختير لجائزة سيزار لأفضل فيلم قصير في حفل سيزار 43.
يتناول الفيلم، شبه الصامت تمامًا، موضوع الهجرة من وجهة نظر أب سوري.

## الحبكة
على شواطئ البحر الأبيض المتوسط، يتخذ أب سوري قرارًا قد يعرض ابنته الصغيرة للخطر على حياتها. يجب أن تتعلم الفتاة الصغيرة السباحة وأن تجد الشجاعة لتصعد إلى السطح. يقرر الرجل ألا يعلمها بلطف ويرميها في البحر بشكل متكرر.

## الإنتاج
المخرجان رنا كزكاز وأنس خلف هما زوج وزوجة سوريان يحملان الجنسية الفرنسية، وقد اضطرا بعد اندلاع الحرب الأهلية السورية إلى مغادرة دمشق. قبل هذا الفيلم، قاموا بإخراج خمسة أفلام قصيرة. الممثلة التي تلعب دور الفتاة الصغيرة هي ابنة المخرج. في البداية كان الدور قد تم منحه لممثلة أخرى، لكن عندما تمت دعوة زياد بكري ، الذي حصل بالفعل على الدور، لتناول العشاء في منزل المخرجين، لاحظوا أن الممثل على علاقة جيدة جدًا مع ابنتهما الصغيرة وأنهما يستطيعان ذلك. لقد لعبوا دور الأب وابنته على أكمل وجه. تم تصوير الفيلم في العقبة، الأردن، بلد الإقامة الحالي للمخرجين.
ماري نوستروم، الاسم الذي أشار به الرومان القدماء إلى البحر الأبيض المتوسط، يشير أيضًا إلى عملية ماري نوستروم التي قامت بها البحرية الإيطالية، وهي عملية إنقاذ تم إنشاؤها لمساعدة المهاجرين في البحر.

## الممثلين
- زياد بكري : الأب[2]
- زين خلف[الإنجليزية] : الفتاة[3]

## مرتبة الشرف

### مشاركات
- سيزر 2018 : سيزار لأفضل فيلم قصير
- مهرجان صندانس السينمائي 2017 : المنافسة الدولية
- مهرجان مونبلييه الدولي لسينما البحر الأبيض المتوسط
- مهرجان إيكس أون بروفانس لجميع المحاكم
- مهرجان دبي السينمائي الدولي
- مهرجان تامبيري السينمائي
- مهرجان أوباني السينمائي الدولي
- مهرجان حقوق الإنسان للفنون والسينما : المنافسة الدولية
- مهرجان أودنسه السينمائي الدولي

## الجوائز
- 2017 : أفضل فيلم – مهرجان بي بي سي العربي في لندن
- 2017 : الجائزة 1الأول {{{1}}} – لقاءات السينما الأوروبية بفان
- 2017 : دبلومة الاستحقاق - مهرجان تامبيري الدولي[4]
- 2017 : الجائزة الكبرى للشباب - IBAFF مورسيا
- 2017 : الجائزة الكبرى - مهرجان معابر لونيل
- 2017 : جائزة جامعة نيويورك فلورنسا لأفضل فيلم قصير - الشرق الأوسط الآن في فلورنسا
- 2017 : التصفيق الفضي - مهرجان التصفيق 89 من السيناتور
- 2017 : جائزة كلية الصورة - مهرجان التصفيق 89 من السيناتور
- 2017 : تنويه خاص - مهرجان لانزاروت السينمائي الدولي
- 2017 : أفضل فيلم قصير دولي - مهرجان فنون وأفلام حقوق الإنسان في ملبورن
- 2017 : جائزة أفضل فيلم أجنبي في مهرجان ويندي سيتي السينمائي بشيكاغو
- 2017 : تنويه خاص من لجنة تحكيم الشباب في مهرجان غرونوبل السينمائي المفتوح
- 2017 : تنويه فخري من لجنة تحكيم مهرجان عمان للسينما الفرنسية العربية
- 2017 : أفضل فيلم قصير مولد 18في مهرجان مهرجان تجربة جيفوني السينمائي
- 2017 : تنويه خاص في مهرجان موليز السينمائي
- 2017 : جائزة الجمهور 2017 في مهرجان بساروكوكالو في أثينا
- 2017 : أفضل دراما في مهرجان Salute Your Shorts في لوس أنجلوس
- 2017 : أفضل مخرج في مهرجان Salute Your Shorts في لوس أنجلوس
- 2017 : أفضل ممثلة شابة في مهرجان كورتو عطلة نهاية الاسبوع في كورتو مونتي فاريزي
- 2017 : الميدالية البرونزية في مانهاتن شورت
- 2017 : جائزة لجنة تحكيم المدرسة الثانوية في اللقاء 12 لأفلام المرأة المتوسطية
- 2017 : جائزة لجنة التحكيم الخاصة في مهرجان طنجة المتوسط للفيلم القصير [5]
- 2017 : جائزة حقوق الإنسان في مهرجان سان بول تروا شاتو السينمائي
- 2017 : جائزة اقتباس أحمر الإنسانية في مهرجان 24 إطارًا في الثانية الدولي للفيلم القصير في أبيلين
- 2017 : تنويه خاص في مهرجان إيكاديشما الدولي للفيلم القصير في كاتماندو
- 2017 : أفضل فيلم قصير في مهرجان أجيال الشباب بالدوحة
- 2017 : تنويه خاص في مهرجان الفيلم الفرنسي العربي في نويزي لو سيك
- 2017 : أفضل فيلم قصير في مهرجان إكاديشما السينمائي الدولي في عمان

## وصلات خارجية

### الموارد السمعية والبصرية
- الثقافات الأفريقية
- يونيفرانس
- (en) على موقع آي إم دي بي
- (en) الضوء
- (mul) قاعدة بيانات الأفلام
- أفلام جورج